# Sankt Peter am Wimberg
Sankt Peter am Wimberg est une commune autrichienne du district de Rohrbach en Haute-Autriche.